# Mohand Amokrane Cherifi
Pour les articles homonymes, voir Mohand.
Mohand Amokrane Cherifi est un homme politique algérien, né le 26 août 1942 en Algérie dans la wilaya de Tizi Ouzou.

## Biographie
Mohand Amokrane Cherifi a été ingénieur à l'Université Grenoble-Alpes en France,.
Il a ensuite poursuivi un cycle de formation pour l'obtention d'un Doctorat en économie à l'Université Harvard, aux États-Unis,.
Il a été Coordinateur exécutif de l'Alliance mondiale des villes contre la pauvreté dans le cadre du Programme des Nations unies pour le développement (PNUD),.
En reconnaissance à sa contribution et son soutien remarquables au développement urbain inclusif et durable, Mohand Amokrane Chérifi a été distingué en 2014 pour la deuxième fois par l'Organisation des Nations unies (ONU), pour son travail accompli au PNUD en qualité de concepteur et de coordinateur de l'Alliance depuis sa création sous l'égide du PNUD, alliance qui a permis de promouvoir et de développer la coopération internationale décentralisée,.
Une autre distinction a été décernée par l'Office pour la coopération Sud-Sud des Nations unies, lors de l'Exposition 2014 sur le développement global Sud-Sud qui a eu lieu à Washington, «en reconnaissance à sa contribution spéciale à la coopération Sud-Sud et la coopération triangulaire, comme récompense au travail qu'il a accompli en matière de formation, de recherche et de projets,.
Mohand Amokrane Cherifi a dédié ces distinctions honorifiques à Hocine Aït Ahmed,.
Il a été président de l'Association des fonctionnaires internationaux algériens,.
Il est le premier diplomate algérien en relation avec l'Organisation des Nations unies, et y a été ensuite suivi par le Professeur Mohamed Belhocine,.
Il a ouvert un bureau de représentation du FLN à New York pendant la guerre de Libération nationale en vue d'inscrire la question algérienne à l'ordre du jour de l'Assemblée générale de l'ONU et plaider auprès des pays membres le droit à l'autodétermination du peuple algérien,.
Cette distinction est venue rendre hommage à son action exemplaire sur la scène internationale pour le respect des droits politiques, économiques, sociaux et culturels des peuples, action qui a guidé son travail au sein des organisations du système des Nations unies,.

## Politique
Mohand Amokrane Cherifi est élu membre de l'Instance Présidentielle du FFS au cinquième congrès tenu en 2013.
Le Front des forces socialistes (FFS) avait élu le 25 mai 2013, au troisième et dernier jour des travaux de son 5e congrès, sa nouvelle direction formée d'une instance présidentielle composée de cinq membres que sont Mohand Amokrane Cherifi, Ali Laskri, Rachid Hallet, Aziz Baloul et Saïda Ichalamen. Les 1044 congressistes du parti avaient élu à la majorité écrasante, dans un vote à main levée, l'unique liste proposée à la candidature pour la constitution de l'instance présidentielle et comportant les noms cités, dont Mohand Amokrane Cherifi.
Fin février 2020, dans un contexte de crise persistante au sein du FFS, Mohand Amokrane Cherifi annonce sa démission de l'instance présidentielle avec deux autres membres, décision susceptible, selon les statuts du parti, d'entraîner la convocation d'un congrès extraordinaire qui permettrait de renouveler l'instance.

## Ministre
Mohand Amokrane Cherifi a été nommé en Algérie dans le Gouvernement Brahimi II comme Ministre du commerce en remplacement de Mostéfa Benamar à partir du 17 novembre 1987.
Il a assumé son portefeuille ministériel jusqu'au 9 novembre 1988 date à laquelle il a été remplacé par Mourad Medelci au même poste.

### Vidéo
- [vidéo] « Mohand Amokrane Cherifi lors d'une table ronde du FFS sur le développement local », sur YouTube.